# ترو
شهر ترو (به فرانسوی: Torhout) در شهرستان بروژ در استان فلاندری غربی در منطقه فلاندری در کشور بلژیک واقع شده‌است.